# Aphanogmus hakgalae
Aphanogmus hakgalae är en stekelart som beskrevs av Paul Dessart 1975. Aphanogmus hakgalae ingår i släktet Aphanogmus och familjen pysslingsteklar. Inga underarter finns listade i Catalogue of Life.